# Düsum Khyenpa
Düsum Khyenpa (1110-1193) fue el primer Gyalwa Karmapa, líder de la escuela Karma Kagyu del budismo tibetano.
Fue un niño prodigio que estudió y practicó el Dharma desde una edad muy temprana. Teniendo ya un gran conocimiento a la edad de 20 años, se ordenó como monje y estudió los sutras y el tantra intensamente en los siguientes 10 años. A los treinta años se dirigió a Daklha Gampo —el monasterio de Gampopa— a recibir enseñanzas de él. Aunque este fue un encuentro histórico entre dos grandes bodhisattvas budistas emanados en la tierra, ambos con un gran propósito, Gampopa, sin embargo, hizo que Dusum Khyenpa se entrenara en las prácticas preliminares (Ngondro) de la Tradición Kadampa y, posteriormente, en la filosofía general de los sutras.
Este es un buen ejemplo para todos los seguidores Kagyu y muestra la necesidad de una base correcta para el entendimiento aun cuando uno realiza las más poderosas prácticas Vajrayana.
El primer Karmapa recibió empoderamientos e instrucciones en el tantra Hevajra y dedicó cuatro años en un retiro estricto, entrenándose en los aspectos de meditación de la estabilidad pacífica (shamatha) y la profunda claridad espontánea (vipassana). Luego recibió la completa transmisión de las instrucciones internas de la tradición Kagyu. En nueve días absorbió lo que Naropa había recibido durante 12 años de Tilopa. Rechungpa, el discípulo 'lunar' de Milarepa, también le dio enseñanzas, principalmente en las Seis Yogas de Naropa. Su realización en una de las prácticas —tummo, el calor interno— fue prácticamente impulsada por su natural compasión y produjo resultados muy rápidos.
Después de la muerte de Gampopa, Dusum Khyenpa regresó a Daklha Gampo para honrar sus restos. Tuvo una poderosa visión de su maestro y supo que era el momento de poner en práctica una de sus instrucciones finales: ir al lugar donde alcanzaría la iluminación —Kampo Kangra— y practicar el Mahamudra. Prometió vivir hasta los 84 años, para beneficiar el Dharma. Alcanzó la iluminación a la edad de 50 años, mientras practicaba el yoga de los sueños. Tuvo la visión de seres celestiales (dakinis) que le ofrecían una corona de diamantes construida con los cabellos de las dakinis. Su nombre —Dusum Khyenpa— significa 'Conocedor del Pasado, el Presente y el Futuro', se refiere a la completa lucidez que alcanzó al obtener la iluminación, dándole el conocimiento de los tres tiempos, y la 'atemporalidad' de la conciencia iluminada.
En lo sucesivo su actividad fue intensa. A la edad de 58 años fundó un monasterio en Kampo Nenang. Luego estableció un importante asiento en Karma Gon en el Tíbet occidental y, a los 74, el asiento definitivo de los Karmapa el Monasterio de Tsurpu en el Tíbet central, en el valle de Tolung, que alimenta el Brahmaputra. 
El primer Karmapa, Dusum Khyenpa, realizó predicciones sobre los futuros Karmapas. En particular, fue el primer Karmapa en presentar una carta de predicción detallando su encarnación futura. Murió a la edad de 84 años, como fue predicho. Su corazón fue conseguido intacto en la pira funeraria y algunos de sus huesos manifestaron símbolos de los Budas. 
Una pintura de Düsum Khyenpa  fue encontrada en una estatua de Buda y se encuentra actualmente en el Victoria and Albert Museum.